# Campur Sari
Campur Sari is een bestuurslaag in het regentschap Musi Rawas van de provincie Zuid-Sumatra, Indonesië. Campur Sari telt 2003 inwoners (volkstelling 2010).